# Acasă TV
Acasă TV (rumänisch für Zu Hause) ist ein rumänischer Privatfernsehsender und nahm am 2. Februar 1998 den Sendebetrieb auf. Vom 28. August 2017 bis zum 4. April 2022 hieß der Sender Pro 2. Der Sender gehört zum Medienunternehmen Central European Media Enterprises.
Das Programmangebot des Senders ist auf ein weibliches Publikum ausgerichtet und umfasst Telenovelas, Soap-Operas, Talkshows, Nachrichten, Unterhaltungssendungen und Filme.

## Sendungen
- Alles Betty!
- Eine himmlische Familie
- Gilmore Girls
- Sex and the City